# Acaena sericea
Acaena sericea é uma espécie de rosácea do gênero Acaena, pertencente à família Rosaceae.